# C. J. Ramone
Christopher Joseph Ward (Nova York, 8 d'octubre de 1965), més conegut com a CJ Ramone, és un músic estatunidenc conegut per ser l'últim baixista del grup Ramones, des de 1989 fins a la seva dissolució el 1996. D'ençà del 2018, Ward ha tocat el baix en directe amb Me First and the Gimme Gimmes.

## Trajectòria
Christopher Joseph Ward va néixer a Queens però va viure a Deer Park durant la major part de la seva joventut. Va assistir a Ss. Cyril and Methodius School i es va graduar a la Deer Park High School el 1983.
Abans d'unir-se als Ramones, Ward va servir al Cos de Marines dels Estats Units fins que en va ser expulsat a causa d'haver-se absentat sense permís. Era un fan de Ramones, particularment de Dee Dee Ramone, abans d'unir-se a la banda i, més endavant, va tocar amb ell en una banda anomenada Ramainz, que estava formada per Dee Dee Ramone, Marky Ramone i l'esposa de Dee Dee, Barbara Zampini.
Ward també va tocar a Guitar Pete's Axe Attack, Los Gusanos i Bad Chopper. Va publicar l'àlbum Reconquista el 29 de juny de 2012 i Last Chance to Dance el 2014. American Beauty es va estrenar el 17 de març de 2017 als Estats Units. The Holy Spell es va publicar el 2019.

### Ramones

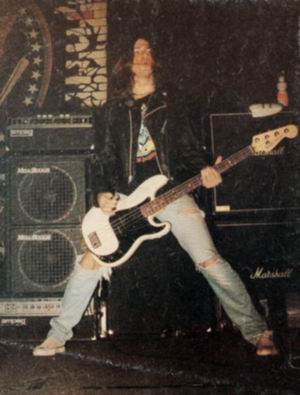
C. J. Ramone en concert el 1991

Ward va substituir el membre original de la banda Dee Dee Ramone, encara que aquest va continuar escrivint cançons per al grup. Després d'aprendre's 40 cançons en cinc setmanes, Ward va fer el seu primer concert amb Ramones el 30 de setembre de 1989 a Leicester.
Abans d'unir-se als Ramones, Ward tocava un Fender Jazz Bass de principis dels anys 1970 i sempre va tocar amb els dits (de fet va explicar en una entrevista de 2015 amb Fender que va haver d'anar a una botiga de música i comprar pues per a tocar com Dee Dee Ramone). Quan es va unir a Ramones li van regalar un Fender Precision Bass negre amb un colpejador blanc i un mànec d'auró.
Ward estava casat amb la neboda de Marky Ramone, Chessa, amb qui té dos fills, Liam (nascut el novembre de 1997) i Elias (nascut el setembre de 2000). Ara està casat amb l'advocada Denise Barton amb qui té una filla, Mia Dove (nascuda l'octubre de 2009).

## Discografia

### Amb Guitar Pete's Axe Attack
- Dead Soldier's Revenge (1985)
- Nightmare (1986)

### Amb Ramones
Àlbums d'estudi
- Mondo Bizarro (1992)
- Acid Eaters (1993)
- ¡Adios Amigos! (1995)

Àlbums en directe
- Loco Live (1991)
- Greatest Hits Live (1996)
- We're Outta Here! (1997)

### Amb Los Gusanos
- "Quick to Cut" senzill (1993)
- Youth Gone Mad split 7-inch (1994)
- I'd Love to Save the World EP (1994)
- Los Gusanos (1998)

### Amb Bad Chopper
- The Warm Jets 7-inch (as The Warm Jets) (2000)
- "Real Bad Time" 7-inch (2003)
- Bad Chopper (2007)

### En solitari
- Reconquista (2012)[9]
- "Understand Me?" 7-inch (2014)
- Last Chance to Dance (2013-2014)
- American Beauty (2017)
- The Holy Spell (2019)[10]